# 默纳德 (得克萨斯州)
默纳德（Menard）位于美国得克萨斯州中部，是默纳德县的县治所在。